# لوکاس موگنی
لوکاس موگنی (انگلیسی: Lucas Mugni؛ زادهٔ ۱۲ ژانویهٔ ۱۹۹۲) بازیکن فوتبال اهل آرژانتین است.
از باشگاه‌هایی که در آن بازی کرده‌است می‌توان به باشگاه فوتبال نیولز اولد بویز و باشگاه فوتبال فلامینگو اشاره کرد.
وی همچنین در تیم‌های ملی فوتبال Argentina national under-17 football team، زیر ۲۰ سال آرژانتین، و آرژانتین بازی کرده‌است.